# Miklós Sárkány
Miklós Sárkány (né le 15 août 1908 à Budapest, mort le 20 décembre 1998 à Vienne) est un joueur de water-polo hongrois, double champion olympique en 1932 et en 1936.
Il fait partie des juifs ayant participé aux Jeux olympiques de 1936 à Berlin et avoir remporté le titre olympique.